# Madonna col Bambino e santi (Tiziano Louvre)

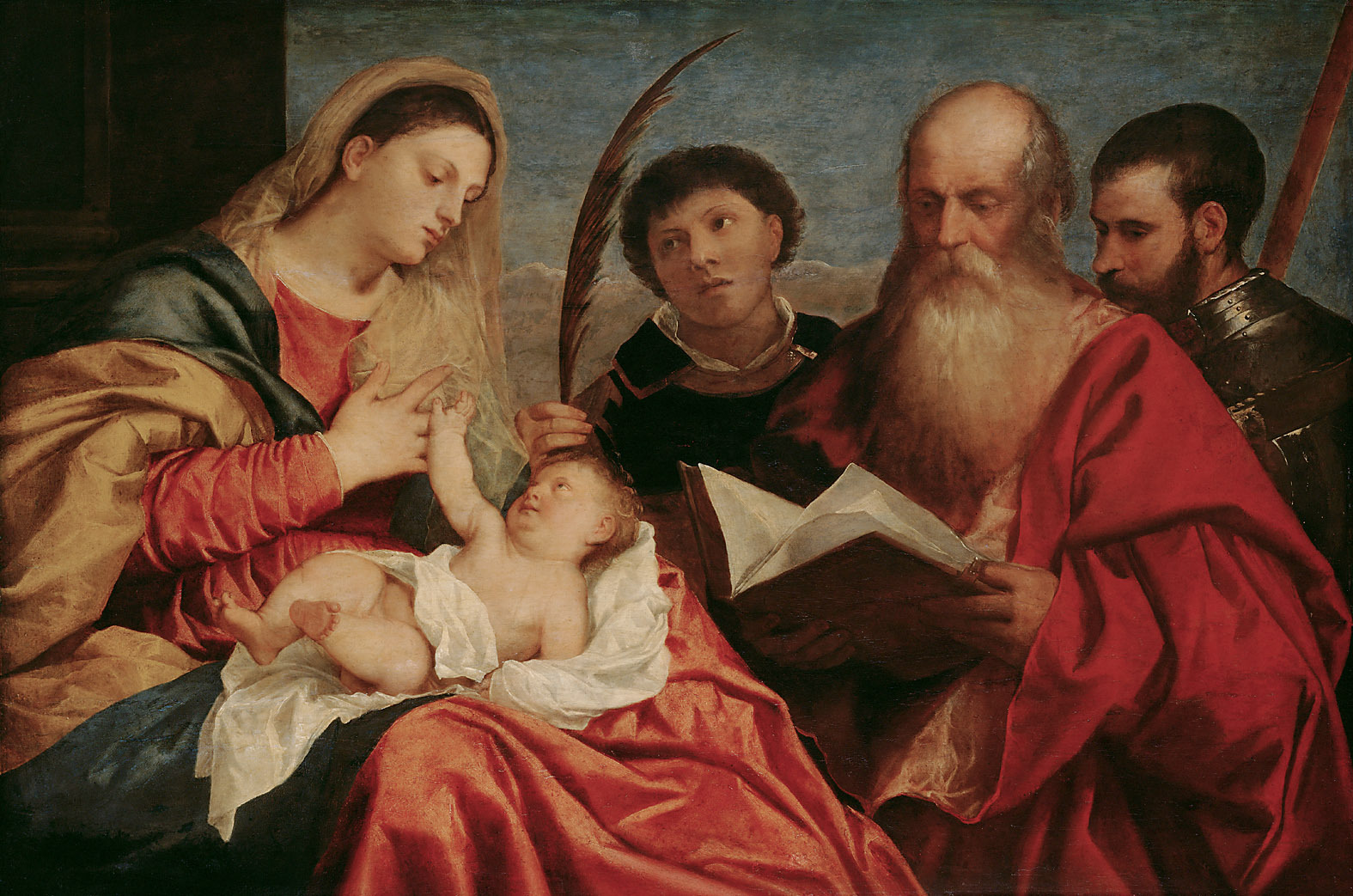
Madonna col Bambino tra i santi Stefano, Girolamo e Maurizio, Vienna

La Madonna col Bambino e santi è un dipinto a olio su tela (112,5x139 cm) di Tiziano, databile al 1520 circa e conservato nel Louvre di Parigi.

## Storia e descrizione
Nelle collezioni di Carlo I d'Inghilterra entrò tramite offerta di Lord Carlysle, per poi venire scambiata con Luigi XIII di Francia per un'altra opera. Rimasta nelle collezioni reali francesi, confluì nel Louvre.
La ritennero opera autografa Gronau, Adolfo Venturi, Phillips, Berenson e Morassi, nonché prototipo dell'altra versione a Vienna; di parere opposto Cavalcaselle, Ricketts, Fischel, Suida. Heinemann, Tietze e Pallucchini reputarono entrambe ripetizioni di bottega di un originale perduto.
La pala di Vienna è su tavola invece che su tela, e di dimensioni leggermente inferiori (93,3x138,2 cm).
La composizione ricalca uno schema diffuso da Giovanni Bellini, con la Madonna e i santi a mezza figura su un formato prevalentemente orizzontale, sebbene sia originale la disposizione di Maria a sinistra, anziché al centro. La Vergine, evidenziata da una sorta di tendaggio dietro di essa, gioca col Bambino, che le sta sulle ginocchia, sopra il panneggio lanoso. A destra si avvicinano i santi Stefano (con la dalmatica e la palma del martirio), Girolamo (anziano, vestito di rosso e col libro, al Louvre anche con cappello) e Maurizio, con l'armatura e la lancia.
Lo sfondo è un cielo solcato da nubi.